# John Theophilus Desaguliers
John Theophilus Desaguliers (n. 12 martie 1683, La Rochelle, Poitou-Charentes, Franța – d. 29 februarie 1744, Greater London, Anglia, Regatul Marii Britanii) a fost un filozof al științelor naturale, cleric, inginer și francmason britanic, care a fost ales în 1714 de Royal Society ca asistent experimentalist al lui Isaac Newton. A studiat la Oxford și a popularizat ulterior în prelegeri publice teoriile newtoniene și aplicațiile lor practice. 
Ca francmason, Desaguliers a contribuit la reușita primei mari loji din Londra la începutul anilor 1720, pentru care a servit ca al treilea Mare Maestru. 